# Medalla al Trabajo Agrícola
La Medalla al Trabajo Agrícola (en ruso: Меда́ль «За труды́ по се́льскому хозя́йству») es una condecoración estatal de la Federación de Rusia destinada a reconocer el mérito y los logros dentro del complejo agroindustrial. Fue establecida el 10 de marzo de 2004 por Decreto Presidencial N.º 335.

## Estatuto
La Medalla al Trabajo Agrícola fue establecida el 10 de marzo de 2004 por Decreto del Presidente de la Federación de Rusia n° 335. Este decreto detalla el estatuto de la medalla (criterios de concesión) y su apariencia. El decreto presidencial N.º 1099 del 7 de septiembre de 2010 modificó todo el sistema de premios ruso alejándolo de las distinciones de la era soviética, esto incluyó cambios en el estatuto de esta medalla.
La medalla se otorga a los ciudadanos de la Federación de Rusia por logros en el campo de la agricultura y contribuciones importantes al desarrollo del complejo agroindustrial, en capacitación, investigación y otras actividades destinadas a mejorar la eficiencia de la producción agrícola. La concesión de la medalla por regla general, se realiza con la condición de que la persona presentada para el premio tenga otros premios de las autoridades estatales federales, otros organismos estatales federales o autoridades estatales de las entidades constitutivas de la Federación de Rusia, o que previamente se le haya otorgado el título honorífico de Trabajador de Honor de la Agricultura de la Federación de Rusia.
También se puede otorgar a ciudadanos extranjeros que producen productos agrícolas en el territorio de la Federación de Rusia, por logros sobresalientes en el desarrollo del complejo agroindustrial de Rusia.
La Medalla se lleva en el lado izquierdo del pecho y, en presencia de otras órdenes y medallas de la Federación de Rusia, se colocaba después de la Medalla por Obras en la Cultura y el Arte.
Cada medalla se entregaba con un pequeño certificado de premio, este certificado se presentaba en forma de una pequeña libreta de cuero de 8 cm por 11 cm con el nombre del premio, los datos del destinatario y un sello oficial y una firma en el interior.

## Descripción
Es una medalla de plata circular dorada de 32 milímetros de diámetro con bordes elevados tanto en el anverso como en el reverso.
En el anverso de la medalla hay una cruz patada (cruz equilátera recta con extremos expandidos), cubierta con esmalte verde. A lo largo de los bordes de la cruz hay una roncha convexa estrecha. En el centro de la cruz hay una imagen en relieve del Emblema del Estado de la Federación de Rusia, enmarcada por una corona de espigas de trigo. En el reverso de la medalla hay una inscripción en letras repujadas: «POR EL TRABAJO EN LA AGRICULTURA» (en ruso: ЗА ТРУДЫ ПО СЕЛЬСКОМУ ХОЗЯЙСТВУ), debajo de la inscripción está el número de serie de la medalla.
La medalla está conectada con un ojal y un anillo a un bloque pentagonal cubierto con una cinta de muaré de seda verde con rayas amarillas a lo largo de los bordes de la cinta a una distancia de 1,5 mm de los bordes. El Ancho de la cinta es de 24 mm y el ancho de la tira de 1,5 mm.

## Destinatarios
A continuación se muestran el número de medallas concedidas cada año, recopilados del sitio del Presidente de la Federación de Rusia:
| 2004 | 2005 | 2006 | 2007 | 2008 | 2009 | 2010 | 2011 | 2012 | 2013 | 2014 | 2015 | 2016 | 2017 | 2018 | 2019 | 2020 | 2021 | Total |
| ---- | ---- | ---- | ---- | ---- | ---- | ---- | ---- | ---- | ---- | ---- | ---- | ---- | ---- | ---- | ---- | ---- | ---- | ----- |
| 82   | 92   | 110  | 145  | 98   | 72   | 54   | 11   | 7    | 10   | 3    | 7    | 8    | 8    | 20   | 6    | 10   | 14   | 757   |